# Xantangummi
Xantangummi är ett naturligt framställt förtjocknings- och stabiliseringsmedel som framställs av socker genom en bakteriell jäsningsprocess.
Det används för att göra gel och förbättra emulsioners stabilitet såväl i mat som i hudvård och läkemedel.